# Marie Anna Habsbursko-Lotrinská
Marie Anna Habsbursko-Lotrinská (6. října 1738, Vídeň – 19. listopadu 1789, Klagenfurt) byla dobročinnou a sociálně angažovanou dcerou královny Marie Terezie a císaře Františka I. Štěpána, která se nikdy neprovdala. Je považována za druhou zakladatelku Alžbětinského kláštera v Klagenfurtu.

## Původ
6. října 1738 porodila arcivévodkyně Marie Terezie svému manželovi toskánskému velkovévodovi Františku Štěpánovi Lotrinskému druhou dceru, která byla následujícího dne pokřtěna jmény Marie Anna Josefa, ale v rodině jí říkali Marianna.
Vyrůstala v početné rodině, mezi její sourozence patřili např. budoucí panovníci Svaté říše římské Josef II. a Leopold II. nebo pozdější francouzská královna Marie Antoinetta. Mezi sourozenci nezaujímala výsadní postavení, protože nebyla ani vytoužený následník Josef ani matčina oblíbená dcera Marie Kristina, s nimiž měla po Josefově sňatku s Isabelou Parmskou velmi špatné vztahy (údajně proto, že neměla švagrovou ráda, což se jejího zamilovaného bratra dotklo). Naopak dobře vycházela se sestrami, pozdější neapolsko-sicilskou královnou Marií Karolínou a parmskou vévodkyní Marií Amálií nebo Marií Alžbětou, stejně jako s bratry, budoucím císařem Leopoldem II. a biskupem Maxmiliánem.

## Dětství a život ve Vídni

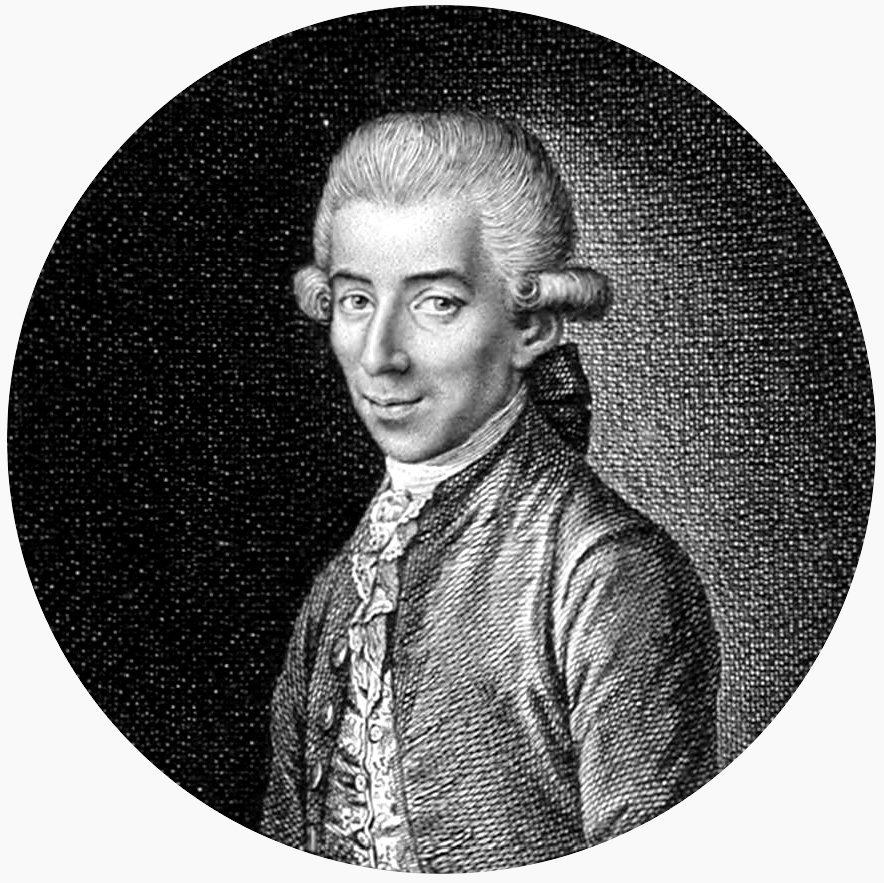
Ignác Antonín Born

Každé dítě Marie Terezie dostalo po narození svůj vlastní dvůr v čele s vychovatelem či vychovatelkou, kterým udělovala pokyny přímo Marie Terezie. Jejím výchovným krédem byla poslušnost, zbožnost a kázeň. Kladla také velký důraz na zdravou stravu, osobní hygienu a dostatečný pohyb na čerstvém vzduchu, což byly na tehdejší dobu velmi pokrokové myšlenky.
Marianninou vychovatelkou se stala hraběnka Belruptová a personál tvořili jedna komorná, tři služebné a jeden sluha. Malá princezna nebyla jazykově nadaná, nikdy se nenaučila pořádně německy ani francouzsky. Zato měla umělecké a vědecké sklony - výborně tančila, dobře zpívala, hrála divadlo, kreslila a malovala akvarely. Také hodně četla a později se zabývala fyzikou, mechanikou, chemií, botanikou a mědirytectvím. Pro přírodní vědy ji získal její učitel, dvorní rada Ignác Antonín Born, pro lov a numismatiku zase její otec, jehož sbírky mincí zdědila a rozšířila. Sama také napsala odbornou příručku o pamětních mincích vydaných za vlády Marie Terezie.
Krátce poté, co Marianna dosáhla dospělosti, nastal v jejím životě osudový zlom. V roce 1757 prodělala těžký zápal plic, přičemž dokonce přijala za přítomnosti rodiny poslední pomazání. Tato nemoc zřejmě měla za následek tuberkulózu páteře, došlo k zkřivení držení těla a následně ke vzniku hrbu. Naděje na sňatek byly ty tam, a tak se mladá arcivévodkyně pustila do studia, hlavně mechaniky a botaniky.
2. února 1766 se stala, z pověření Marie Terezie, představenou Ústavu šlechtičen na Hradčanech s částkou 20 000 zlatých ročně. Ona sama však Prahu nikdy nenavštívila a jako záminka jí posloužilo chatrné zdraví. Místem jejího života se měl stát Klagenfurt, který navštívila v roce 1765, třebaže proti tomu stáli jak matka, tak císařský bratr. Nakonec ale dala Marie Terezie příkaz ke stavbě paláce ve Völkermarktu na předměstí Klagenfurtu. Stavba vyrostla pod taktovkou dvorního architekta Nikolase, svobodného pána z Pacassi, podle vzoru Hetzendorfského zámku u Vídně.
V roce 1767 se Marianna stala členkou Mědirytecké akademie ve Vídni a o dva roky později velkovévodské Akademie umění ve Florencii.

## Život v Klagenfurtu

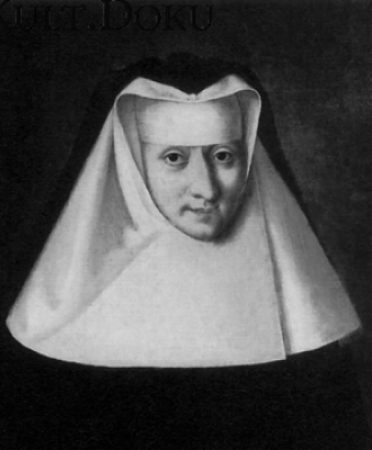
Xaverie Gasserová

Po matčině smrti se rozhodla opustit Vídeň, prodala sbírky minerálů univerzitě v Budě, rozsáhlou knihovnu nechala začlenit do Vídeňské univerzitní knihovny a početnou sbírku hmyzu zrušila. Nakonec rozpustila dvůr a půl roku po matčině smrti se vydala do Klagenfurtu, kam dorazila s dvaadvaceti členy doprovodu 25. dubna 1781. Zde žila skromný život pod ochranou představené Alžbětinek, své přítelkyně Xaverie Gasserové. Jeptiškou se sice stát nechtěla, i když se jednou nechala namalovat v řádovém oděvu, ale účastnila se duchovních cvičení jeptišek i svatého přijímání.
Trochu kulturního života si však dopřála také. Ve svém zámku Annabichl uspořádala několik plesů a v roce 1782 vyjížďku na saních. Stejně jako ve Vídni se i zde obklopovala svobodnými zednáři, mezi něž patřil jak její otec, tak dvorní rada Born či správce jejího dvora František Josef Enzenberg. Účastnila se zednářských setkání a podporovala je. Proto byla v roce 1783 na její počest v Klagenfurtu založena zednářská lóže „U dobročinné Marianny“.
Enzenberg nadchl Mariannu pro archeologii, pročež investovala 30000 zlatých do vykopávek u Maria Saalu. Některé z nalezených věcí si ponechala, ale většinu odeslala své sestře na Sicílii, kam však nikdy nedopluly - loď se i s archeologickými nálezy potopila v Jaderském moři.
Ze sourozenců ji navštívili bratři Maxmilián, Josef II. (1783), Leopold (1784) a sestra Marie Amálie z Parmy, s kterou si také dopisovala. Návštěvy však pouze nepřijímala, ale také je sama vykonávala. Po návratu z jedné z nich, kdy ji obyvatelé slavnostně přivítali zpět v Klagenfurtu, pronesla: „Jsem mezi vámi tak šťastná. Tak dobrá a otevřená srdce jsem ještě nikde nenalezla. Čtyřicet let jsem žila ve Vídni a nikdo mi tam nedal najevo, že mě má rád.“
S padesáti tisíci, které ji přidělil bratr Josef, se počala věnovat pomoci bližním. Darovala velké peněžní částky na chudé, jimž je přiděloval zemský hejtman. Zasadila se o opravu klášterního a farního kostela v Klagenfurtu, částečně hrazenou ze státního náboženského fondu. V roce 1783 nechala na vlastní náklady opravit budovu kláštera. Naplánovala také výstavbu nemocnice, kterou její bratr zamítl, ale o pár let později uvolnil finanční prostředky na rozšíření stávajícího klášterního špitálu. Krátce před svou smrtí ještě zorganizovala, spolu se sestrou, neapolsko-sicilskou královnou Marií Karolínou, dodávky levného obilí z jižní Itálie pro neúrodou postižené Korutany.
Marie Anna neměla pevné zdraví, prodělala několik zápalů plic a nemocná páteř ji způsobovala problémy s dýcháním a kašel. Chůze pro ni byla problematická, ke konci života se pohybovala na vozíku, což způsobovala i její nadváha. Trpěla také migrénami a nespavostí. 3. listopadu 1789 přijala poslední pomazání a o šestnáct dní později zemřela. Její majetek zdědil Alžbětinský klášter.

## Zajímavosti
Ve sbírce nerostů a zkamenělin této šlechtičny se nacházel také vůbec první objevený exemplář druhohorního ptakoještěra (dnes má vědecké jméno Aurorazhdarcho micronyx). Později se nacházel ve sbírkách maďarských univerzit a přezdívalo se mu Pester Exemplar. Byl objeven někdy mezi rokem 1757 a 1779 a ve sbírkách arcivévodkyně jej zkoumal i její učitel, geolog a mineralog Ignác Born.

## Vývod z předků
|                                   |                                             |  |                           |                                                             |  |  |  |  |  |  |  | Mikuláš František Lotrinský |
|                                   |                                             |  |                           |                                                             |  |  |  |  |  |  |  |                             |
|                                   | Karel V. Lotrinský                          |  |                           |                                                             |  |  |  |  |  |  |  |                             |
|                                   |                                             |  |                           |                                                             |  |  |  |  |  |  |  |                             |
|                                   |                                             |  |                           | Klaudie Lotrinská                                           |  |  |  |  |  |  |  |                             |
|                                   |                                             |  |                           |                                                             |  |  |  |  |  |  |  |                             |
|                                   | Leopold Josef Lotrinský                     |  |                           |                                                             |  |  |  |  |  |  |  |                             |
|                                   |                                             |  |                           |                                                             |  |  |  |  |  |  |  |                             |
|                                   |                                             |  |                           | Ferdinand III. Habsburský                                   |  |  |  |  |  |  |  |                             |
|                                   |                                             |  |                           |                                                             |  |  |  |  |  |  |  |                             |
|                                   | Eleonora Marie Josefa Habsburská            |  |                           |                                                             |  |  |  |  |  |  |  |                             |
|                                   |                                             |  |                           |                                                             |  |  |  |  |  |  |  |                             |
|                                   |                                             |  |                           | Eleonora Magdalena Gonzagová                                |  |  |  |  |  |  |  |                             |
|                                   |                                             |  |                           |                                                             |  |  |  |  |  |  |  |                             |
|                                   | František I. Štěpán Lotrinský               |  |                           |                                                             |  |  |  |  |  |  |  |                             |
|                                   |                                             |  |                           |                                                             |  |  |  |  |  |  |  |                             |
|                                   |                                             |  |                           | Ludvík XIII.                                                |  |  |  |  |  |  |  |                             |
|                                   |                                             |  |                           |                                                             |  |  |  |  |  |  |  |                             |
|                                   | Filip I. Orleánský                          |  |                           |                                                             |  |  |  |  |  |  |  |                             |
|                                   |                                             |  |                           |                                                             |  |  |  |  |  |  |  |                             |
|                                   |                                             |  |                           | Anna Rakouská                                               |  |  |  |  |  |  |  |                             |
|                                   |                                             |  |                           |                                                             |  |  |  |  |  |  |  |                             |
|                                   | Alžběta Charlotta Orleánská                 |  |                           |                                                             |  |  |  |  |  |  |  |                             |
|                                   |                                             |  |                           |                                                             |  |  |  |  |  |  |  |                             |
|                                   |                                             |  |                           | Karel I. Ludvík Falcký                                      |  |  |  |  |  |  |  |                             |
|                                   |                                             |  |                           |                                                             |  |  |  |  |  |  |  |                             |
|                                   | Alžběta Šarlota Falcká                      |  |                           |                                                             |  |  |  |  |  |  |  |                             |
|                                   |                                             |  |                           |                                                             |  |  |  |  |  |  |  |                             |
|                                   |                                             |  |                           | Šarlota Hesensko-Kasselská                                  |  |  |  |  |  |  |  |                             |
|                                   |                                             |  |                           |                                                             |  |  |  |  |  |  |  |                             |
| 'Marie Anna Habsbursko-Lotrinská' |                                             |  |                           |                                                             |  |  |  |  |  |  |  |                             |
|                                   |                                             |  |                           |                                                             |  |  |  |  |  |  |  |                             |
|                                   |                                             |  | Ferdinand III. Habsburský |                                                             |  |  |  |  |  |  |  |                             |
|                                   |                                             |  |                           |                                                             |  |  |  |  |  |  |  |                             |
|                                   | Leopold I.                                  |  |                           |                                                             |  |  |  |  |  |  |  |                             |
|                                   |                                             |  |                           |                                                             |  |  |  |  |  |  |  |                             |
|                                   |                                             |  |                           | Marie Anna Španělská                                        |  |  |  |  |  |  |  |                             |
|                                   |                                             |  |                           |                                                             |  |  |  |  |  |  |  |                             |
|                                   | Karel VI. Habsburský                        |  |                           |                                                             |  |  |  |  |  |  |  |                             |
|                                   |                                             |  |                           |                                                             |  |  |  |  |  |  |  |                             |
|                                   |                                             |  |                           | Filip Vilém Falcký                                          |  |  |  |  |  |  |  |                             |
|                                   |                                             |  |                           |                                                             |  |  |  |  |  |  |  |                             |
|                                   | Eleonora Magdalena Falcko-Neuburská         |  |                           |                                                             |  |  |  |  |  |  |  |                             |
|                                   |                                             |  |                           |                                                             |  |  |  |  |  |  |  |                             |
|                                   |                                             |  |                           | Alžběta Amálie Hesensko-Darmstadtská                        |  |  |  |  |  |  |  |                             |
|                                   |                                             |  |                           |                                                             |  |  |  |  |  |  |  |                             |
|                                   | Marie Terezie                               |  |                           |                                                             |  |  |  |  |  |  |  |                             |
|                                   |                                             |  |                           |                                                             |  |  |  |  |  |  |  |                             |
|                                   |                                             |  |                           | Anton Ulrich Brunšvicko-Wolfenbüttelský                     |  |  |  |  |  |  |  |                             |
|                                   |                                             |  |                           |                                                             |  |  |  |  |  |  |  |                             |
|                                   | Ludvík Rudolf Brunšvicko-Wolfenbüttelský    |  |                           |                                                             |  |  |  |  |  |  |  |                             |
|                                   |                                             |  |                           |                                                             |  |  |  |  |  |  |  |                             |
|                                   |                                             |  |                           | Alžběta Juliana Šlesvicko-Holštýnsko-Sonderbursko-Norburská |  |  |  |  |  |  |  |                             |
|                                   |                                             |  |                           |                                                             |  |  |  |  |  |  |  |                             |
|                                   | Alžběta Kristýna Brunšvicko-Wolfenbüttelská |  |                           |                                                             |  |  |  |  |  |  |  |                             |
|                                   |                                             |  |                           |                                                             |  |  |  |  |  |  |  |                             |
|                                   |                                             |  |                           | Albrecht Arnošt I. Öttingenský                              |  |  |  |  |  |  |  |                             |
|                                   |                                             |  |                           |                                                             |  |  |  |  |  |  |  |                             |
|                                   | Kristýna Luisa Öttingenská                  |  |                           |                                                             |  |  |  |  |  |  |  |                             |
|                                   |                                             |  |                           |                                                             |  |  |  |  |  |  |  |                             |
|                                   |                                             |  |                           | Kristýna Frederika Württemberská                            |  |  |  |  |  |  |  |                             |
|                                   |                                             |  |                           |                                                             |  |  |  |  |  |  |  |                             |